# David Eugene Fellhauer

Wappen von David Eugene Fellhauer

David Eugene Fellhauer (* 19. August 1939 in Kansas City) ist ein US-amerikanischer Geistlicher und emeritierter Bischof von Victoria in Texas.

## Leben
David Eugene Fellhauer empfing am 29. Mai 1965 die Priesterweihe für das Bistum Dallas-Fort Worth.
Papst Johannes Paul II. ernannte ihn am 7. April 1990 zum Bischof von Victoria in Texas. Die Bischofsweihe spendete ihm der Erzbischof von San Antonio, Patrick Fernández Flores, am 28. Mai desselben Jahres; Mitkonsekratoren waren Charles Victor Grahmann, Koadjutorbischof von Dallas, und Thomas Ambrose Tschoepe, Bischof von Dallas.
Papst Franziskus nahm am 23. April 2015 seinen altersbedingten Rücktritt an.